# Bunker Hill (Schiff, 1986)
Die Bunker Hill ist ein ehemaliger Lenkwaffenkreuzer, der von 1988 bis 2023 im Dienst der United States Navy stand. Sie gehört der Ticonderoga-Klasse an und trägt die Schiffskennung CG-52.

## Geschichte

### Name
Der Name des Schiffes leitet sich von der Schlacht von Bunker Hill des Jahres 1775 ab.
Für die Dauer der aktiven Dienstzeit war dem Namen das Präfix „U.S.S.“ als Abkürzung für United States Ship vorangestellt. Als Schiffskennung vergeben wurde das Kürzel CG für den Schiffstyp Cruiser, Guided Missile in Verbindung mit der innerhalb dieses Schiffstyps eindeutigen Kennnummer 52.
Vor dem Lenkwaffenkreuzer gab es bereits ein Schiff gleichen Namens bei der US-Navy: Von 1943 bis 1947 stand der Flottenflugzeugträger Bunker Hill der Essex-Klasse in Dienst, wurde 1966 aus dem Marineschiffsregister gestrichen und 1973 zum Abwracken verkauft.

### Bau
Das Schiff wurde bei Ingalls Shipbuilding in Pascagoula, Mississippi gebaut.
Gegenüber den ersten fünf Schiffen der Klasse, beginnend bei der Ticonderoga, waren in der Bunker Hill neue Systeme eingebaut, die die Kampfkraft und die Bandbreite an ausführbaren Missionen wesentlich erweiterten. Diese Neuerungen waren auch Grundlage für alle 21 nachfolgenden Einheiten der Schiffsklasse.

### Dienstzeit
Nach der Indienststellung durchquerte die Bunker Hill den Panamakanal und nahm im Juli 1987 an ihrem ersten Einsatz teil. Dieser führte sie als Geleitschutz des zur Iowa-Klasse gehörenden Schlachtschiffs Missouri in den Persischen Golf, wo sie die sichere Durchfahrt von Frachtschiffen gewährleisten sollte. Die nächste Einsatzfahrt erfolgte von Yokosuka, Japan aus, die Bunker Hill war nun Geleitschutz der von der Midway angeführten Flugzeugträgerkampfgruppe.
Ab November 1990 nahm die Bunker Hill am Zweiten Golfkrieg teil. Dabei fungierte sie als Kommandoschiff für Flugabwehr und schoss Marschflugkörper auf den Irak ab. Später half sie außerdem bei der Überwachung der südlichen Flugverbotszone in der Operation Southern Watch.
Im März 1996 nahm die Bunker Hill mit der Trägerkampfgruppe um die Nimitz an der Beobachtung der Situation in der Formosastraße teil, nachdem die Volksrepublik China Raketentests nahe der Insel Taiwan angekündigt und durchgeführt hatte.
Ab 1998 nahm die Bunker Hill an der Durchsuchung von Frachtschiffen teil, um das Embargo gegen den Irak durchzusetzen, außerdem diente sie als Geleitschutz der Tarawa im Verlauf von Hilfsoperationen vor Osttimor.
Anfang 2007 war die Bunker Hill mit der Ramage in die Task Force 150 unter britischer Leitung eingebunden, die vor der Ostküste Afrikas, vor allem am Horn von Afrika, für Sicherheit sorgte. Zwischen März 2008 und Februar 2009 lag die Bunker Hill zu einer umfangreichen Modernisierung in der Werft. Anfang 2010 wurde die Bunker Hill an der Seite der Carl Vinson vor die Küste Haitis geschickt, wo sie den humanitären Einsatz der Vereinigten Staaten nach dem Erdbeben in Haiti 2010 unterstützte. Im Dezember 2010 begann die nächste Einsatzfahrt an der Seite der Carl Vinson in asiatische Gewässer, Ende 2011 folgte eine weitere.

### Außerdienststellung
USS Bunker Hill wurde am 22. September 2023 in der Marinebasis San Diego aus dem aktiven Dienst verabschiedet. Sie wurde am 29. September 2023 außer Dienst gestellt. Bunker Hill wurde 2023 zur Naval Inactive Ships Maintenance Facility (NISMF) am Puget Sound Naval Shipyard in Bremerton geschleppt und soll dort in Reserve verbleiben.

## Technik
Das auf Bunker Hill bei Ablieferung integrierte Aegis-Kampfsystem in der Version Baseline 3 war das Einsatzführungs- und Waffeneinsatzsystem auch für neue, auf Bunker Hill erstmals vorhandene Waffen und Sensoren. Dazu gehörten das U-Jagd-System mit der JETDS-Bezeichnung AN/SQQ-89 und das neue Bugsonar AN/SQS-53B.
Bunker Hill bekam als erstes Schiff der US-Marine das Mk 41 Vertical Launching System, das in zwei Blöcken zu je 61 Zellen vorne und achtern eingebaut war. Mit so insgesamt 122 Zellen hatte es eine größere Magazintiefe als die ersten fünf Schiffen der Klasse. Deren zwei Mark 26 Guided Missile Launching Systems hatten Magazine für eine Mischung aus insgesamt 88 Flugkörper Standard Missile 2 und Anti-U-Boot-Raketen RUR-5 ASROC besessen. Die neuen Vertical Launching Systems konnten verschiedene Typen von Flugkörpern und Raketen in standardisierten Schächten senkrecht lagern und starten, insbesondere erstmals den Marschflugkörper Tomahawk Land-Attack Missile. Das System war auf diese Weise auch offen für erst nach Indienststellung zur Einsatzreife gebrachte Waffen, etwa die ab 1993 verfügbare Anti-U-Boot-Rakete RUM-139 VL-ASROC und über Jahrzehnte hinweg weiterentwickelte Varianten der Flugkörper Standard Missile sowie Evolved Sea Sparrow Missile.